# Playa de la Cala (Finestrat)
La playa de la Cala es una playa de arena del municipio de Finestrat en la provincia de Alicante (España).
Esta playa limita al norte con Benidorm y al sur con Villajoyosa y tiene una longitud de 300 m, con una amplitud de 51 m.
Se sitúa en un entorno urbano, disponiendo de acceso por carretera. Cuenta con aparcamiento delimitado. Dispone de acceso para personas con discapacidad. Es una playa balizada.
- Esta playa cuenta con el distintivo de Bandera Azul

- Datos: Q6079088